# Собор Святого Макартана (Монахан)
Собор Святого Макартана (англ. St Macartan’s Cathedral) — католический собор епархии Клохера. Находится в городе Монахан, графство Монахан, Ирландия. Единственный католический собор епархии.

## История
Кафедра епископа Клохера была перенесена в город Монахан в середине XIX века. План собора был предложен в 1858 году епископом Чарльзом Макналли. Участок под строительство был куплен в 1861 году. Архитектор Джеймс Джозеф Маккарти (1817—1882) спроектировал собор в готическом архитектурном стиле XIV века. Основной этап строительства начался в 1862 году. Большая часть известняка была добыта в местных карьерах. После 1882 года архитектор Уильям Хейг-младший (1840—1899) из Кавана руководил строительством 81-метрового шпиля. Джеймс Доннелли, епископ Клохера в 1864—1893 годах, курировал возведение бо́льшей части здания и освятил его 21 августа 1892 года во имя святого Мак Каиртинна (Макартана).
- Интерьер
- Покровители Ирландии